# Escasez de combustible en Venezuela
La escasez de combustible en Venezuela se refiere a la falta de suministro de gasolina en Venezuela desde 2014, en donde la gasolina es el principal combustible utilizado por vehículos de motor para el transporte de pasajeros y productos. La escasez de gas propano de uso doméstico usado en los hogares de Venezuela para la preparación de alimentos, también se ha hecho evidente durante esta crisis, al extremo que se ha hecho uso de la leña para cocinar.
A pesar de tener las mayores reservas de petróleo del mundo, Venezuela está experimentado escasez de disolventes para refinar su propio crudo y así poder suministrar su combustible en el mercado interno, es el país sudamericano que cuenta con más refinerías entre sus vecinos con un total de seis entre ellas una de las más grande del mundo. Durante la administración de Nicolás Maduro, el país ha experimentado una escasez crónica de gasolina desde 2014 por diversos factores: desinversión y falta de mantenimiento de las refinerías en el país; pérdida de la producción nacional de crudo; escasez de personal técnico calificado; politización de la industria; corrupción y una fijación de precios de venta al público por razones políticas durante años, que ha generado una producción a pérdidas. En el año 2019 el gobierno de Maduro ha culpado de la crisis de producción a la corrupción de ex-gerentes, a la "agresión imperialista" y a las sanciones de Estados Unidos iniciadas en 2019, incluidas confiscaciones de tanqueros que llevaban combustible al país, mientras que la oposición ha responsabilizado a la corrupción del régimen, junto al envío de combustible a Cuba y amigos del régimen usando el contrabando.
En los últimos años, PDVSA aceptó combustible importado como pago por sus exportaciones de crudo. Pero estos intercambios con su socio principal, su filial de refinación estadounidense Citgo, se interrumpieron cuando Venezuela  bajó su producción en el 2017, Citgo tuvo que proveerse de petróleo canadiense cuando vio menguado su abastecimiento de crudo,  por su parte EE. UU. sancionó a PDVSA en enero de 2019 por la administración de Donald Trump que consideraba a Nicolás Maduro un dictador que usurpaba el poder. Desde entonces, EE. UU. también ha presionado a otros socios comerciales de PDVSA, como la española Repsol, la italiana Eni y la india Reliance, para que no suministren gasolina, aunque se les había dado permiso para enviar diésel. La escasez se agravó cuando la petrolera rusa Rosneft detuviera sus operaciones en el país en marzo, luego de que Washington sancionara a dos de sus unidades comerciales por tratar con Venezuela.
Para inicios de 2021, se estimaba que la demanda nacional de gasolina era de unos 110.000 b/d. El diésel para transporte y generación de energía, entre otros usos, rondaba los 100.000 b/d. La falta de refinación de crudo esta afectando la producción de diésel y gas propano, que a su vez  esta perjudicando a la producción en el sector agrario y también a la petroquímica en la producción de fertilizantes Para mediados de junio la demanda de diésel rondaba los 50,000 b/d y solo se cubre los dos tercios; y para gasolina estaba en unos 140,000 b/d. solo se cubre 80,000 b/d, de los cuales el 40% de la producción nacional es distribuida a la ciudad de Caracas Durante el 2022 la falta de producción siempre estuvo presente la escasez y las colas en las estaciones de gasolina. Las fallas durante 2023 en la unidad de craqueo catalítico en las tres principales refinerías ha sido el mayor dolor de cabeza para la escasez de combustible.

## Antecedentes

### Huelga general de 2002-2003

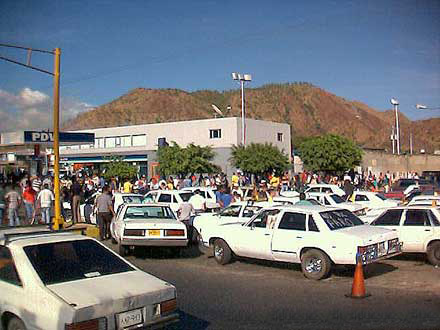
Gran aglomeración vehicular en las gasolineras el 10 de diciembre de 2002.

La huelga general de 2002-2003, cuyo objetivo original era político para solicitar la renuncia de Hugo Chávez al aprobar 49 decreto leyes en el 2001, haciendo uso de la nuevas facultades de la ley Habilitante sin consultar a los gremios, entre las cuales esta la "Ley de Tierras y Desarrollo Agrícola", la "Ley de Hidrocarburos", la "Ley de Pesca", resultó en la paralización de la industria petrolera del país, lo que provocó escasez de combustible a nivel nacional durante tres semanas en el mes de enero de 2003. A diferencia de huelgas anteriores que se hacían por mejoras salariales, esta incluyó a partes sustanciales del personal operativo, incluidos capitanes de flotilla marina por no estar de acuerdo a la nueva directiva de la empresa.  A los pocos días la empresa quedó paralizada. La producción de petróleo cayó a un tercio. En casi todo el país se registraron estaciones de servicio cerradas y largas colas para obtener combustible.  
El gobierno restableció gradualmente el control sobre Petróleos de Venezuela (PDVSA); A finales de enero se fueron reincorporando los trabajadores. La producción de petróleo alcanzó los niveles anteriores a la huelga en abril de 2003.[cita requerida] Posteriormente, al paro petrolero más de 18 mil trabajadores de PDVSA fueron despedidos por razones políticas derivadas del paro petrolero, entre técnicos y profesionales muchos de ellos sin recibir sus prestaciones.

## Crisis en Venezuela

### Cronología de la producción, importación, comercialización y venta de gasolina
Según la página oficial de PDVSA, el Sistema de Refinación Venezolano está compuesto por 6 refinerías con una capacidad de procesamiento de 1 millón 303 MBD, 52% se destina al mercado local y 48% para la exportación: la Refinería El Palito, Refinería Bajo Grande, el Centro de Refinación Paraguaná (CRP), conformado por la Refinería de Amuay y Cardón y el Complejo de Refinación Oriente, conformado por las Refinería Puerto La Cruz y la Refinería San Roque única en América Latina para fabricar parafina.

#### 2012 - inicio de las importaciones de combustible
Venezuela en 2012 se convirtió  en importador de gasolina y aditivos como resultado de la escalada de problemas en sus refinerías y la creciente demanda de combustible en su mercado interno. Las importaciones de combustible aumentaron luego de una explosión e incendio el 24 de agosto conocida como la tragedia de Amuay, que mató a más de 40 personas y causó grandes daños a sus instalaciones de almacenamiento. Entre septiembre de 2012 y enero de 2013, PDVSA importó un promedio de 148.000 bpd, la mayoría de los cuales fueron gasolina. Venezuela en el cuarto trimestre importó entre 150.000 bpd y 190.000 bpd de combustible de Estados Unidos, incluida gasolina y diésel, según la Administración de Información de Energía de Estados Unidos.

#### 2013
En abril, la refinería de Amuay reinició sus operaciones, sin poder alcanzar su producción anterior a la explosión de una de sus bombas. Entre enero y septiembre, Venezuela importaba ya un promedio de 87.000 bpd de productos refinados desde EE. UU. En diciembre, PDVSA adjudicó una licitación para importar hasta 2,88 millones de barriles de alquilato de la refinería india Reliance y otra para comprar hasta 8,64 millones de barriles de MTBE de la petrolera rusa Lukoil, para ser utilizados en el procesamiento de combustibles.

#### 2014
En 2014, ya en el gobierno de Nicolás Maduro se empezó a racionar gasolina por el contrabando a Colombia, que en ese momento se la consideraba la más barata del mundo, el litro de gasolina se vendía muy por debajo de un centavo de dólar (en Colombia costaba 50 veces más).

#### 2015
En 2015, Venezuela compró unos 60.000 barriles por día (bpd) de nafta, alquilatos, reformados, MTBE y mezclas de gasolina de Estados Unidos.
2016
Para diciembre, las refinerías más grandes de Venezuela estaban operando por debajo de la mitad de su capacidad, lo que llevó a PDVSA a lanzar licitaciones para la importación de productos.

#### 2017
En marzo el capitán del ejército Anyelo Heredia había denunciado ante el Ministerio Público el contrabando de gasolina en el estado Táchira por oficiales superiores del cuerpo militar, por lo que días después fuera detenido acusado de querer volar con explosivos la sede del Sebin.
Entre el 18 y el 22 de septiembre la Asamblea nacional solicitó la comparesencia del Ministro de Energía y Petróleo Eulogio Del Pino por la escasez de gasolina.
Para octubre de 2017, el Centro de Refinación de Paraguaná, sede de las refinerías Amuay y Cardón, redujo su producción al 34 por ciento de su capacidad. El complejo había estado funcionando al 42 por ciento de su capacidad en agosto. La unidad de destilación de crudo N.º 3 de Amuay, paralizada por la falta de petróleo desde mediados de septiembre, estaba fuera de servicio por mantenimiento. Durante ese año Amuay había estado tratando de procesar un mayor volumen de petróleo mejorado y mezclado de la Faja del Orinoco, que normalmente se exportaba, para la cual no estaba diseñada. La unidad de destilación N.º 2 de Cardón estaba fuera de línea para reparaciones y no estaba programada para reiniciarse ese mes.

#### 2018
Fue un año muy crítico para la producción de crudo nacional, el promedio anual bajó a 1.34 millón de b/d en 2018 y sabiendo que Pdvsa tenía una capacidad de refinación nacional instalada en el 2002 de 1 millón 300 mil barriles diarios y su filial Citgo una capacidad de 750 b/d desde el 2015 después de vender sus dos refinerías: Merey Sweeney y Chalmette, al agravarse la crisis, Citgo tuvo que iniciar compras de crudo a Canadá. La disminución de la producción también provocó el colapso de las refinerías: en 2018, las instalaciones solo trabajaban al 20% de su capacidad. A finales de 2018 se reportaron dos explosiones en la planta de Guatire.

#### 2019
A inicios de 2019, Reliance Industries de India, recurrió a la venta de combustibles a Venezuela desde India y Europa para eludir las sanciones estadounidenses. Reliance había estado suministrando alquilatos, nafta diluyente y otros combustibles a Venezuela a través de su subsidiaria con sede en Estados Unidos. Para abril de 2019, la producción de crudo había caído un 50% con respecto a enero, a un promedio mensual de 760,000 B/d.  El secretario de Profesionales y Técnicos de la Federación Unitaria de Trabajadores Petroleros de Venezuela (Fuptv), Iván Freites, atribuyó la escasez de gasolina en el país a la paralización de las refinerías, el envío de combustible a Cuba y al contrabando.

#### 2020
En marzo la falta de acuerdos entre la OPEP y Rusia para bajar la producción de petróleo para mantener alto los precios del crudo, a causa del desplome económico internacional provocado por la pandemia del COVID-19, ha llegado al extremo que Arabia Saudita inunde el mercado de petróleo a un precio de 25 dólares el barril Llega  pandemia de coronavirus  y se anuncian los primeros casos de COVID-19 en el país.
Las ventas de petróleo venezolano caen a un precio más bajo en 30 años, es tal el desplome que se puso a la venta del barril de crudo "merey" a US $5.00 dólares y es que la industria petrolera venezolana tiene cuatro problemas que afrontar: la baja actividad de las refinerías nacionales por falta de mantenimiento, las sanciones impuestas por EE. UU. desde que Nicolás Maduro fue desconocido como presidente reelecto en enero de 2019, la caída del consumo mundial de crudo por causa de la pandemia del coronavirus, y la falta de acuerdos del 8 de marzo entre los países productores de crudo, principalmente entre Rusia y Arabia Saudita, que le han traído problemas con su capacidad de almacenamiento y el peligro que trae al tener que cerrar sus pozos de extracción,  para tener una referencia el crudo pesado mexicano "maya" se está ofertando a US 12.00 dólares el barril y no esta sancionado.
El 30 de mayo el gobierno venezolano, anunció un aumento al precio de la gasolina, Tras la llegada de buques cargados de gasolina provenientes de Irán y un nuevo sistema de distribución interno de combustible, en el que los nacionales podían comprar hasta 120 litros (31,7 galones) de gasolina a 5.000 bolívares (2,5 centavos de dólar EE. UU.) por litro, y una venta libre a 50 centavos de dólar por litro a partir de entonces. Se designaron unas 200 estaciones para cobrar únicamente al precio más alto. Terminando así décadas de fuertes subsidios al combustible. Luego de varios episodios de desabastecimiento de combustible, el 1 de junio, PDVSA anunció el reinicio total de la distribución de combustibles en todo el país y combustible subsidiado para transporte pesado y de pasajeros.
El 13 de julio, PDVSA llevaba al menos una semana de producción de gasolina en la refinería Cardón, produciendo 30.000 bpd, luego de que el 6 de julio, un incendio golpeara su unidad de craqueo catalítico. Para inicios de agosto, la única refinería operativa era la de El Palito, la planta producía 20.000 bpd de gasolina. El 11 de agosto, PDVSA reinició la unidad de destilación 4 de la refinería Amuay, planeando enviar la nafta producida a la refinería Cardón, cuya unidad de craqueo catalítico, estaba parada desde julio, por falta de materia prima y un incendio. Logrando su reinicio el 23 de agosto, produciendo 25.000 bpd de gasolina. La producción se mantuvo, hasta el 17 de octubre cuando la unidad de craqueo catalítico debió pararse por una falla técnica, reiniciándose el 22 de octubre, la unidad producía entre 15.000 y 20.000 bpd de gasolina, siendo para ese momento la única refinería operativa.
El 11 de septiembre, la llamada Comisión Presidencial “Alí Rodríguez Araque”, cuyas funciones plenipotenciarias fueron ampliadas el 21 de agosto, anunció el impulso de un nuevo plan especial de contingencia para el suministro de combustible, que buscaba normalizar y regularizar otro esquema de distribución en el corto y mediano plazo. Como resultado, el 5 de octubre, el vicepresidente Sectorial del Área Económica, Tareck El Aissami anunció la aplicación del Plan de reimpulso para la normalización del esquema de distribución y comercialización de combustible, que buscaba reabrir la totalidad de las estaciones de servicio. El 20 de noviembre, Nicolás Maduro aseguró, en cadena nacional que se estaba produciendo toda la gasolina que en el país se necesita.
Debido al anuncio de nuevas sanciones estadounidense, en septiembre, las exportaciones de petróleo aumentaron y las importaciones en ese mes llegaron a 156.000 bpd de condensado, gasolina y diésel.

#### 2021
Para inicios del 2021, la refinaría Cardón producía para ese momento 46.000 b/d combinados de gasolina, incluidos 22.000 b/d de su craqueador catalítico fluido (FCC de capacidad de producción de 86.000 b/d) y 24.000 b/d de su reformador de nafta (de 54.000 b/d. de capacidad). La unidad de destilación 2 de Cardón (CD-2) procesaba poco más de 47.000 b/d de crudo de calidad media transportado a través del oleoducto Ule-Amuay cada vez que logra reincorporarse. En Amuay, una sola unidad operativa de destilación integrada con una unidad VGO estaba procesando casi 65,300 b/d de crudo de calidad media. La unidad de destilación 4 de Amuay salió de operación después de que una explosión de vapor en octubre de 2020 infligiera daños estructurales. El CRP está produciendo alrededor de 23.000 b/d de diésel en total. Junto con 15.000 b/d de producción en la refinería de Puerto La Cruz, la empresa está suministrando hasta 38.000 b/d de diésel con alto contenido de azufre.
El 30 de enero fue paralizado el Complejo de Refinería El Palito para darle un buen mantenimiento hasta finales de abril esta sería la segunda refinería parada ya que la refinería Cardón durante los 360 días del año 2020 solo ha trabajado 90 días El 31 de enero, la refinería Cardón, reinició la producción de gasolina y diésel, después de que buzos repararan un ducto submarino bajo el lago Maracaibo y la llegada de gasolina iraní en dos barcos. En febrero, dos buque-tanques con gasoil y crudo zarparon desde la refinería de El Palito hacia Cuba. En marzo hubo otro envío de cuatro tanqueros de petróleo a Cuba; según el documento expedido por la petrolera pública, se enviaron 380.000 barriles. Se ha responsabilizado al gobierno de los envíos a Cuba por la escasez de gasoil en el país.
La escasez de diésel durante el mes de marzo y abril llegó a extremos que puso en peligro al transporte público y al transporte de alimentos que comenzaron a escasear, también se verá afectado la producción de alimentos para fin de año y para el próximo año
A un año de celebrarse el ajuste del precio de la gasolina el 30 de mayo de 2020, la escasez continua provocando colas de hasta dos días para abastecer los tanques de los vehículos y camionetas, el problema del país continua; la refinería El Palito continua en mantenimiento y se espera para julio de 2021 su reactivación. Los industriales del estado Lara están preocupados por los problemas que acarrea la escasez de combustible que se agudizo en el mes de mayo y junio y los obliga a operar a un 20% de su capacidad. Esta problemática también se trasladó  a las alcaldías de diferentes estados de occidente para el traslado de camiones recolectores del servicio de recojo de desperdicios La industria Láctea también está siendo afectada.
Según el economista y experto en materia petrolera Rafael Quiroz es necesario invertir durante el 2021 al menos unos 70 mil millones de dólares para recuperar las seis refinerías en el país. Otro problema ha surgido desde hace seis meses a consecuencia de la escasez de combustible, se trata de la escasez de gas doméstico usado en los hogares para cocinar los alimentos, que han tenido que recurrir a la leña para cocinar.
En octubre Pdvsa sube el precio del gasoil, el nuevo precio será $0.50 dólares por litro. Hasta esta fecha el reparto de gasoil era casi gratis pero prospera para un mercado negro manejado por militares y policías, quienes se enriquecían con su distribución. mientras la gasolina subsidiada subió a principio de octubre  un 100% de Bs. 5000 a Bs.10.000 lo que significa con la nueva reconversión en Bs. 0.01 bolívar digital

#### 2022
En mayo Irán y Venezuela firman contrato para mejorar la infraestructura de la Refinería El Palito por un valor de 110 millones de dólares. Una de las primeras directrices de los iraníes fue expulsar unos 800 empleados y reemplazarlos por contratistas privados, es el inicio de la desnacionalización de la refinería por falta de recursos económicos por parte del estado.
En diciembre un informe revela que Venezuela país petrolero se ha vuelto un importador de petróleo de Irán, el petrolero "Dore" con bandera iraní llegó al terminal de José con 2 millones de barril ultraligero para refinar y diluyentes para producir grados de crudo exportables y Pdvsa a cambio, suministra a Irán petróleo pesado venezolano. Irán ha enviado a Venezuela durante el presente año unos 26 millones de barriles de petróleo y condensado según documentos internos de Pdvsa. Durante este año las refinerías han estado en paro y se han producido varios incendios, en mayo de 2022 un incendio se produjo en la Refinería de Cardón en una de las lagunas de tratamiento de agua, específicamente en las adyacencias de la zona oeste del muelle costanero. el último accidente ocurrido el 27 de diciembre fue un incendio que se generó en unos desechos ubicados cerca de un quemador de gases residuales de la refinería, y no se extendió hacia otras áreas.

#### 2023
el 13 de marzo las fallas de la unidad de craqueo catalítico afectaron nuevamente la refinería de Amuay, el circuito venezolano de refinación y mejoramiento de crudo sufre de constantes incidentes y paradas no programadas, que críticos aducen a la falta de inversiones y de mantenimiento.
El 4 de abril llegó un superpetrolero iraní, el Sea Star III, el día 7 de abril con 2,1 millones de barriles de condensado para diluir el petróleo de PDVSA.
El 11 de mayo una falla eléctrica provoca la paralización de la refinería El Palito. La unidad, que había estado procesando unos 80.000 barriles por día (bpd) de crudo, estrá fuera de servicio desde el martes, durante unos 10 días. La refinería El Palito reinicio el 17 de mayo, por otra parte, se destacó que todavía no han logrado reactivar la unidad de craqueo catalítico la cual es importante para el proceso de refinación.
El 18 de mayo la crisis de diésel esta retrazando la siembra de maíz que comenzó el 12 de mayo de 2023 en el estado Portuguesa denunció el presidente de la Asociación de Productores Agrícolas de Venezuela (Aproven) “el gasoil está llegando en muy poca cantidad para cubrir las necesidades inmediatas, por lo que los productores esperan confiados en que se resuelva a la brevedad posible”
La escasez de gasolina tiene su origen es en sus cuatro refinerías que están trabajando al 10% de su capacidad, el exgobernador del estado Bolívar, Andrés Velásquez, aseguró que la crisis de combustible es una situación que está lejos de ser resuelta y que afecta a todos los venezolanos, largas colas tienen que hacer los usuarios para abastecer sus vehículos, se han colocado medidas de control como de abastecerse 120 litros al mes por vehículo, en otras entidades estatales el abastecimiento por número de placa a atender que es informado en las primeras horas de la mañana para que no se observen las colas durante la noche. En Mérida se pierde la cosecha de tomate en Guaraque por la escasez de gasolina. La crisis  esta retrazando la siembra de maíz de 2023 en el estado Portuguesa denunció el presidente de la Asociación de Productores Agrícolas de Venezuela (Aproven) “el gasoil está llegando en muy poca cantidad para cubrir las necesidades inmediatas, por lo que los productores esperan confiados en que se resuelva a la brevedad posible”
El 24 de mayo el vicepresidente de Comercio y Suministro Nacional de PDVSA, Juan Carlos Díaz denunció que bandas de delincuentes roban gasolina agujereando red de tuberías dirigidas a algunas plantas de distribución en el país. De las 17 plantas de distribución de combustible en todo el país y actualmente, 5 de ellas no están disponibles. en la mayoría de las ciudades se está aplicando el sistema de venta de gasolina dolarizada pico y placa y son contados los estados que cuentan con venta de gasolina subsidiada como son Falcón, Valencia, Zulia y la gran Caracas donde se hacen grandes colas en ambos casos.
Durante junio una escasez de combustible advierte el gobernador del estado Falcón, Víctor Clark, dijo que esa entidad tiene cantidades limitadas del combustible y que este mes habrá complicaciones para la distribución. La avería que se produjo en una de las plantas principales del CRP, está afectando no solo el suministro en Falcón, sino también en el resto del país. El 10 de junio el gobernador Adolfo Pereira del estado Lara confirma la situación de crisis de las refinerías y pidió calma a la población ante la situación del desabastecimiento del combustible. el 11 de junio la Refinería el Palito inicia parcialmente sus operaciones luego de encontrarse semiparalizada un año después de hacer reparaciones en su unidad de craqueo catalítico y adaptaciones para el petróleo procedente de Irán Posteriormente la Refinería el Palito: se reactivara completamente en dos meses aseguró el director ejecutivo de la empresa NIOEC quien se ha encargado de realizar los trabajos de reparación, Farhad Ahmadi, «Pero todavía hay trabajo en curso en otras unidades, incluida la columna de destilación y la unidad de destilación al vacío (VDU)», agregó. Por otro lado el ministro de Petróleo de Irán, Javad Owji, acotó en esa oportunidad que su país planeaba mandar hasta 100.000 barriles diarios de su petróleo a la refinería.
Fueron detenidos dos agricultores por la fiscalía acusados de emitir videos y publicados en la red, desechando productos agrícolas al río por no tener gasolina para trasladarse a los mercados de distribución. La fiscalía indicó que fue violada la Ley de Precios Justos acusados de boicot, tras «destruir una gran cantidad de alimentos, lanzándolos al río» Las refinerías trabajan al 10% de su capacidad lo que genera largas colas en los surtidores de gasolina en el país. La escasez también produce problemas a los productores de café para comercializar la cosecha en Lara.
El aumento del precio del gasoil a partir del 6 de julio el litro costara $0.32 el litro para transporte del sector industrial, se mantendrá solo para el sector salud, fue un ajuste importante al diésel desde 1 de octubre de 2021 soluciona en parte el contrabando hacia Colombia.

## Factores directos de la Crisis del combustible en Venezuela
Las refinerías en Venezuela, todas de propiedad estatal, están casi por completo paralizadas. Las grandes refinerías de Amuay, Cardón, El Palito y Puerto La Cruz sufren graves problemas de mantenimiento, desinversión y ausencia de personal capacitado. Otro factor es la caída de la producción nacional de petróleo desde el año 2017 y el uso de técnicos chinos e iraníes en la reparación de refinerías de tecnología americana.

### Desinversión

#### Desprendimiento de bienes de capital y refinerías
El alejamiento con las refinerías de Aruba y Curasao que provehian disolventes especiales para mejorar la calidad de la gasolina.

#### Desviación de capitales al bien social
En la opinión de José Guerra declaró: “Pdvsa empezó a asumir un conjunto de actividades relacionadas con la política social y de distribución de la renta que ha hecho que hoy, con una nómina triplicada, produzca menos que antes del paro”

#### Precios de ventas del combustible al público irreales
Uno de los factores de la crisis fue el extendido tiempo de subsidio del precio de la gasolina en el país. En 1999 el precio de la gasolina de 91 octanos costaba en 70 bolívares el litro eso representaba en ese año unos 12 centavos de dólar, este precio se mantuvo durante 16 años a pesar de mantener un inflación anual moderada, para 2003 el litro costaba al cambio 3.75 centavos de dólar, para enero de 2007 el litro costaba 1.72 centavos de dólar luego se le quitaría tres ceros a la moneda el precio quedó en 0.07 bolívares por litro, para enero de 2013 el litro costaba 0.3 centavos de dólar, todo ese tiempo. Según el economista José Toro Hardy las perdidas anuales para Pdvsa para subsidiar la gasolina llegaron a representar unos 10,000 millones dólares anuales, es decir la gasolina se regalaba
El 17 de febrero de 2016 el gobierno anunció el primer aumento de la gasolina, quedando en 1 Bs. para la de 91 octanos (antes costaba 0,07 bolívares por litro) y en 6 Bs. para la de 95 octanos.(antes costaba 0,097 bolívares por litro) Representando un 1328,57 % y 6085,56 % de incremento en el precio que se manejaba desde 1996. Esta medida entró en vigencia a partir del 19 de febrero de 2016.
En mayo de 2020 : después de meses de escasez y con la llegada de gasolina importada de Irán, el gobierno de Nicolás Maduro aumentó  por segunda vez el precio del combustible el 30 de mayo de 2020 presentando tres modalidades a partir del 1 de junio : a)  5.000 bolívares el litro (0,025 dólares)  para vehículo particulares que disponían de una cuota de 120 litros por mes y para las motos de 60 litros por mes,  b) la segunda modalidad de venta especial en dólares para quienes quisieran disponer de un mayor consumo a un precio internacional  de 0,5 centavo de dólar por litro,  c) la tercera modalidad Indicó que el transporte público de pasajero y de carga será 100 por ciento subsidiado por un lapso de 90 días mientras se aplican las modalidades, y que .
El 25 de junio, el Banco Central de Venezuela ordenó a los bancos locales que vendiesen los dólares recibidos a través de las ventas de gasolina al sistema de cambio de divisas del Gobierno para impulsar el suministro de divisas a la economía con problemas de liquidez.
Expertos y economistas como Luis Oliveros y Toro Hardy creen que “todas las decisiones económicas que se tomaron en Venezuela en los últimos 20 años fueron irracionales y llevaron a PDVSA al colapso de las refinerías, que hoy están paralizadas por la falta de inversión en el mantenimiento”.
El 1 de octubre de 2021 luego de iniciada la tercera reconversión monetaria del bolívar en los últimos quince años, pasándose a llamar bolívar digital se aumenta el precio de la gasolina subsidiada un 100% de Bs. 5000 a Bs.10.000 lo que significa con la nueva reconversión en Bs. 0.01 bolívar digital
Dolarización de la gasolina y el diésel
El 26 de octubre Pdvsa sube el precio del gasoil, el nuevo precio será $0.50 dólares por litro. Hasta esta fecha el reparto de gasoil era casi gratis pero prospera para un mercado negro manejado por militares y policías, quienes se enriquecían con su distribución y contrabando.
En noviembre de 2022 se viene evaluando un aumento no menor a un 20% del precio de la gasolina debido al aumento del precio internacional por causa de las sanciones a Rusia por la invasión a Ucrania que está reactivando un mercado negro de contrabando hacia Colombia. También se viene evaluando el precio de la gasolina subsidiada a 10 céntimos de bolívar, que se hace cada vez menor por la devaluación del bolívar.

### Falta de Mantenimiento de refinerías y pozos de exploración
En 2012 en opinión del ex Gerente de planificación Juan Fernández, la pérdida de las refinerías Hovensa de las Islas Vírgenes por falta de inversión traería problemas para el proceso de gasolina dentro del país a PDVSA, ya que estas refinerías había comenzado a surtir los componentes usados en la elaboración de gasolina que habían dejado de producirse en Venezuela debido a problemas en las instalaciones internas.

#### Acusaciones de ataques o fallas de mantenimiento a instalaciones petroleras
El gobierno ha culpado con frecuencia a la oposición de Venezuela a Estados Unidos y a Colombia de ataques a la infraestructura de refinerías. La oposición descarta esas acusaciones como excusas por el fracaso de los servicios de mantenimiento y la mala administración de las empresas y refinerías.

### Mala administración de personal

#### Despido masivo
Se denunció que después del paro petrolero del 2003 más de 18.000 trabajadores de PDVSA fueron despedidos; un grave error que asumiría PDVSA, entre técnicos y profesionales. Dos tercios de la fuerza laboral de la empresa para ese entonces, fueron despedidos por plegarse al paro y que tenían más de 15 años trabajando con la empresa. Eso significó el despido del 50% de la nómina de la industria según el economista José Toro Hardy. Una vez finalizado el paro, PDVSA tardó aproximadamente año y medio en retomar condiciones de operación normales. Muchos de estos trabajadores se fueron a trabajar en el área petrolera de otros países y llevan más de 15 años fuera de PDVSA. Sin embargo muchos quisieran reiniciar lo que fue la gran empresa Todo empezó el 7 de abril de 2002 cuando el expresidente Chávez en un discurso televisado despidió en ese momento a siete gerentes y jubiló a otros doce directivos de una manera sarcástica con un pito como si expulsara de un partido, despedía uno a uno a los diferentes gerentes por el hecho de reclamar inicialmente la renuncia de cinco nuevos directivos que, a su juicio, fueron designados por su simpatía con el gobierno y no por sus méritos y por su falta de experiencia en petróleo, muchos expertos opinan que fue el inicio de tragedia de PDVSA, tal como opina el diputado José Guerra
Los siete despedidos inicialmente fueron:
- Edy Ramírez, director gerente de la filial Palmaven
- Juan Fernández, gerente de planificación y control de finanzas
- Horacio Medina, gerente de estrategia de negociación
- Gonzálo Feijoo, asesor mayor de estrategia de refinación
- Edgar Quijano, asesor laboral de recursos humanos
- Alfredo Gómez, asesor laboral de recursos humanos
- Carmen Elisa Hernández, analista de proyectos de PDVSA Gas

En 2017 el gobierno de Nicolás maduro inició una reorganización de la empresa y remoción de altos cargos ejecutivos. En noviembre de ese año el fiscal general Tarek Willian Saab inicia una investigación por corrupción y da orden de captura a altos funcionarios de la empresa estatal PDVSA anunciando la captura al exministro para la Energía y Petróleo Eulogio del Pino y al expresidente de PDVSA  Nelson Martínez, la siguiente semana inicia una investigación penal contra Rafael Ramírez y las detenciones de más de 65 gerentes de PDVSA. Así mismo el fiscal general designado por la Asamblea Constituyente, informó a seis altos gerentes de la filial CITGO que firmaron un contrato para solicitar préstamos por "hasta 4 mil millones de dólares", basándose en una presunta refinanciación de los programas de deudas de los años 2014 y 2015, para solicitar préstamos bajo condiciones leoninas, desfavorables para Pdvsa, ofreciendo como garantía a la propia filial.

#### Adhesión de tercerizados
El 30 de abril de 2012 la nueva ley del trabajo elimina la figura de trabajador tercerizado con lo cual PDVSA es una de las empresas que debe asumir el compromiso de asimilar más de 40,000 trabajadores, serían incorporados a su planilla laboral a partir de allí se infló la carga laboral de PDVSA llegando a tener hasta 140,600 empleados, este crecimiento desmesurado y forzado sin un análisis laboral en la creación de  tal cantidad de puestos de trabajo se convirtió en uno de los factores de la crisis de la empresa petrolera

#### Sueldos bajos
Conforme la economía del país se iba deteriorando y la inflación crecía, los sueldos se iban deprimiendo. Este proceso tiene años, pero inicia con mayor rapidez a partir del año 2013, la caída del precio del barril de petróleo junto a los compromisos de entrega de crudo a China, la pérdida paulatina de la producción de crudo y tras varios años de corrupción, para 2015 los salarios se iban hundiendo con respecto a países vecinos iniciándose la crisis migratoria. Luego del anuncio de nuevas medidas económicas en febrero de 2016 que sería conocido como el Paquetazo Rojo. el salario de los venezolanos no se recuperarían hasta la fecha. Muchos profesionales , técnicos , enfermeros educadores y otras profesiones han emigrado del país en parte buscando un mejor salario, otros han salido por la persecución política Iván Freites, secretario general del sindicato de trabajadores petroleros de Venezuela expresó que miles de trabajadores de la petrolera estatal venezolana están huyendo que están abandonando sus empleos que alguna fueron codiciados por sus altos sueldos, que ahora perdieron su valor debido ya que el país enfrenta la peor inflación del mundo y que no les alcanza para sostener una familia. Y esa fuga de empleados diluye las posibilidades de que Venezuela tenga con qué frenar su prolongado declive económico, que se están perdiendo Horas-hombre con capacitación en el área petrolera En julio de 2021 se asegura que unos 23,000 trabajadores técnicos petroleros habrían abandonado el país expresó Luis Hernández, director del Frente de Trabajadores Petroleros de Venezuela.

### Escasez de insumos y materia Prima

#### Perdida de auto-producción de insumos
La industria de refinación de Venezuela no ha podido recuperarse desde 2017, luego de varios accidentes en sus distintas refinerías, enfrentándose a una escasez crónica de gasolina por falta de producción de aditivos y materiales para su procesamiento que tiene que importar desde 2012.

#### Perdida de la producción y exploración nacional
Según la OPEP, mientras que en 2013 se producían en Venezuela 2,6 millones de barriles de petróleo diarios, la producción cayó a solo 1,1 millones de barriles diarios en noviembre de 2018, la mitad de la producción de 2013. La mayoría de estas exportaciones se destinaron a los compromisos con China y otra parte al pago de la deuda externa contraída en bonos durante el gobierno anterior; La disminución de la producción de petróleo también provocó el colapso de las refinerías: en 2018 de una capacidad de 1,6 millones de barriles diarios, las instalaciones solo trabajaron el 20% de su capacidad por falta de materia prima (crudo).

## Otros factores directos

### Refinerías clandestinas, contrabando y corrupción
Como consecuencia del desabastecimiento de combustibles, dio lugar a la aparición de refinerías clandestinas, cuya gasolina no es considerada apta para ser utilizado en vehículos automotores. Como respuesta las autoridades emprendieron una campaña de rastreo y cierre de instalaciones ilegales. En noviembre, se multiplicaron las denuncias de robo de crudo de instalaciones de PDVSA para surtir a refinerías clandestinas de gasolina artesanal.
Ante la escasez crónica de combustible en 2020, el contrabando de combustible desde Colombia se disparó particularmente en estado Táchira, siendo traído en envases de plástico de 2 litros y de un litro y medio. Así como el aumento de las denuncias de irregularidades y corrupción en la distribución de combustible.

## Otros factores indirectos a la escasez de combustible en el país

### Caída de los precios internacionales del crudo
Según el economista Ramón Key, la caída del precio del barril durante el año 2014 y la baja de producción de petróleo a partir de ese año, contrajeron directamente las finanzas del Estado, que no tenían suficiente flujo de caja para recuperar la producción, cumplir con sus obligaciones e invertir en el mantenimiento de la industria.

### Sanciones internacionales
El gobierno estadounidense ha impuesto diferentes sanciones y bloqueos económicos, como respuesta a la imposición desde que el poder ejecutivo eligió  una Asamblea Constituyente (ANC) para usurpar las atribuciones, competencias, funciones y potestad legislativa de la Asamblea Nacional de Venezuela  y la celebración anticipada de las ilegítimas elecciones presidenciales, donde la oposición no participó, lo que ha llevado al gobierno a buscar nuevos clientes para esquivar las sanciones, optando por depender de intermediarios para revender su petróleo y profundizar los lazos con Irán. Algunas embarcaciones se volvieron hacia "viajes oscuros" o transportando el petróleo con los transpondedores apagados, y PDVSA comenzó a usar nombres de barcos desguazados para disfrazar los buques tanque que cargaban en sus terminales.
Para compensar la caída de refinación,  el gobierno venezolano había optado en 2019 por importar gasolina a cambio de crudo, principalmente a través de Rosneft,   en 2020 se originó la caída de los precios del crudo por un desacuerdo entre Rusia e Irak por bajar la producción mundial, hasta llegar a precios de crudo por debajo de 30 dólares el barril , en febrero el Departamento del Tesoro de Estados Unidos sancionó a Rosneft Trading, la filial de Rosneft por estar negociando crudo venezolano violando las restricciones impuestas por EE UU,  quien optó por vender sus activos en Venezuela a la estatal Rusa En marzo la pandemia del Covid-19 había afectado a una cuarta parte de la población mundial, precipitado más la caída de los precios del crudo. Las exportaciones de petróleo de Venezuela se desplomaron en 376,500 barriles por día en 2020,  la caída de la producción  también puso freno al suministro de materia prima a sus refinerías que hacia años venían sufriendo y trabajando al 20% y 10% de su capacidad. Para diciembre, las exportaciones de productos crudos y refinados de PDVSA y sus empresas conjuntas habían bajado a casi 487.000 bpd, mientras que las importaciones de combustible, se desplomaron a 7.500 bpd.
El 22 de abril, EE. UU restringió la licencia General 8G otorgada por la OFAC que impide a Chevron o cualquier compañía estadounidense perforar, intercambiar o vender petróleo o productos derivados del petróleo con Venezuela. otras compañías afectadas fueron Halliburton, Schlumberger, Baker Hughes y Weatherford.
El 15 de mayo, el director de Rosneft Igor Sechin, anunció que había descontinuado por completo sus operaciones en Venezuela y se había retirado de todos los proyectos en el país, incluidas las entidades de exploración y producción, así como las empresas de servicios petrolero, incluidas acciones de participación en proyectos de Petromonagas, Petroperija, Boqueron, Petromiranda y Petrovictoria, para evitar ser sancionado.
El 12 de junio de 2020, Alex Saab, un ciudadano colombiano fue detenido en Cabo Verde, mientras estaba en una misión secreta a Irán como representante Nicolás Maduro para negociar combustible y suministros humanitarios. En cumplimiento de una orden de arresto internacional por cargos de lavado de dinero presentados en los Estados Unidos, además de ser investigado en Colombia.
A partir del 7 de agosto, obligado por el bloqueo estadounidense, PDVSA comenzó a ofrecer acuerdos de exportación que incluían el envío de crudo a puertos de destino, para evitar las sanciones.
Desde el último trimestre de 2020, el gobierno estadounidense prohibió a las empresas enviar diésel a Venezuela a cambio de crudo, terminado las exportaciones en noviembre, acuerdos que estuvieron exentos durante más de un año de las sanciones contra PDVSA. Representantes de proveedores de combustible a Venezuela, importadores de petróleo venezolano y grupos de defensa dijeron el 18 de enero de 2021 que planeaban presionar al gobierno de Joe Biden, para que revirtiera la prohibición de los intercambios de crudo por diésel. El 1 de octubre de 2020,  Nicolás Maduro, redactó una ley para otorgar a su gobierno poderes ampliados para firmar de forma confidencial nuevos acuerdos petroleros con empresas privadas y naciones extranjeras buscando evadir las sanciones.
El 21 de enero, el Departamento del Tesoro, sancionó a 12 entidades y seis buques. A finales de enero, se dijo que la nueva administración estadounidense estaba considerando revertir la prohibición como medida humanitaria, lo que podría reponer las existencias venezolanas de diésel importado con bajo contenido de azufre.
El 2 de febrero, el Departamento del Tesoro de EE.UU, emitió la Licencia General 30A que autorizaba ciertas transacciones "necesarias" para operaciones de puertos y aeropuertos, aunque no autorizaba cualquier transacción o actividad relacionada con la exportación o reexportación de diluyentes, directa o indirectamente, a Venezuela.

### Bloqueo parcial a las importaciones de combustible

#### Importación de combustible de Irán
Durante 2020, se realizaron varios intercambios petroleros entre la Venezuela e Irán, profundizado su cooperación este año, con lo que Venezuela intercambió oro y otros productos básicos por alimentos, condensado y combustible iraníes. Aunque los EE. UU. amenazaron con su confiscación en múltiples ocasiones en mayoría alcanzaron sus puertos de destino sin mayores dificultades. En mayo, Irán envió cinco petroleros. A partir del 28 de septiembre, tres petroleros iraníes descargaron unos 820.000 barriles de gasolina, otras flotillas de cargueros iraníes y otras en viajes obscuros llegaron a Venezuela. El 14 de junio, el Departamento de Justicia estadounidense informó que se habían confiscado cuatro buques petroleros iraníes, que iban a Venezuela con 1,116 millones de barriles de petróleo.

## Impacto por la pandemia por el COVID-19

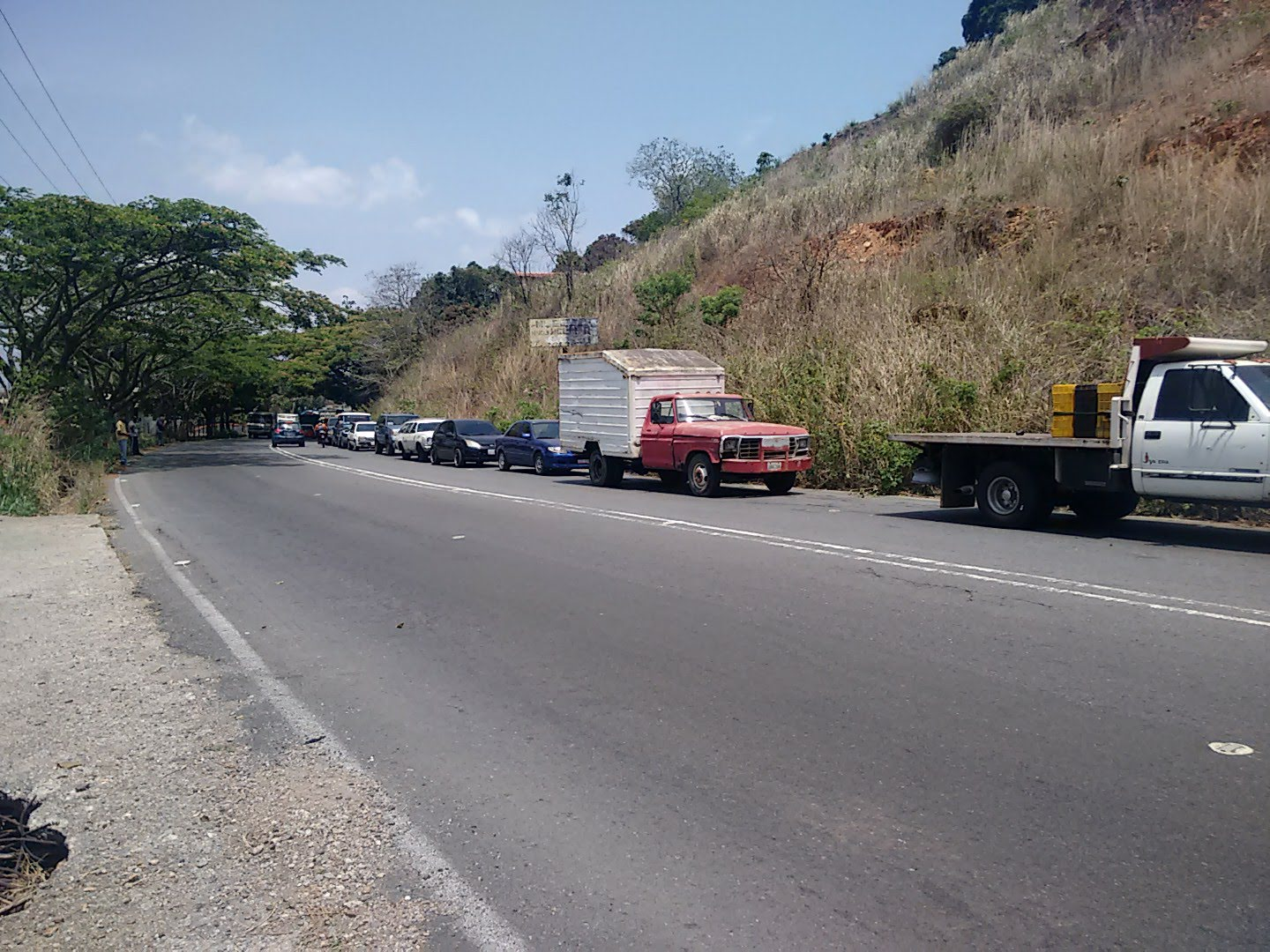
Cola de gasolina en el km. 35 de la Carretera Panamericana del Estado Miranda

La escasez en el suministro de gasolina se profundizó por la pandemia de COVID-19 durante el mes de marzo y abril de 2020 más que todo porque las plantas refinadoras estaban trabajando a un 10 o 15% de su capacidad de producción. Agreguemos a esta situación la caída de los precios internacionales del crudo por un desacuerdo en marzo entre la OPEP y Rusia al disminuir la demanda global de petróleo a causa del Covid-19 El gobierno nacional dispuso un racionamiento estricto, dando preferencia al personal médico y militar, empresas de transporte de alimentos o personas que porten un salvoconducto oficial. Se reportaron episodios de extorsión o venta clandestina. Otras fuentes estimaban la posibilidad de una escasez aguda de alimentos debido al desabastecimiento de gasolina en el país.

#### Matraqueo
En Venezuela se conoce coloquialmente como matraquear al acto de exigir a los ciudadanos una especie de impuesto o peaje por parte de las autoridades policiales o militares, acto que durante la escasez de combustible durante la pandemia se ha agravado dentro de las estaciones de servicio dado que se tienen reportes donde militares exigen un pago adicional de hasta $10 USD para surtir de combustible sin espera mientras otros usuarios esperan hasta tres días en la fila de automóviles para poder adquirir gasolina.

## Episodios de desabastecimiento y protestas por falta de suministro (2018 - 2023)
A principios de 2018, la escasez de gasolina comenzó a extenderse en varias regiones del país con informes de largas colas de conductores esperando el reabastecimiento. La crisis por escasez de combustible se inició en el primer semestre de 2018 y se agudizó a partir de la pandemia por el coronavirus, en marzo del 2020.
Según el portal, El Pitazo, entre noviembre y diciembre de 2020 se habrían dado al menos 123 protestas por gas y gasolina en el estado Sucre.
- El 17 de noviembre, se suspendió el despacho a particulares en estado Táchira.[169]
- A finales de noviembre, se presentaron episodios de escasez en municipios de Carabobo,[170] Táchira, Mérida y Trujillo, de Los Andes,[171]  y Mérida.[172]
- El 1 de diciembre, dieron protestas en estado Cojedes.[173]
- El 5 de diciembre, se dieron protestas en Vargas[174] y paralización del transporte colectivo en Puerto Cabello.[175]
- El 6 de diciembre, día de las elecciones, según el portal El Pitazo, se denunciaron diversos episodios de desabastecimiento en diferentes puntos del país,[176][177][178] así como denuncias de entregas de gasolinas a miembros del PSUV.[179]
- Tras las elecciones para la Asamblea Nacional del 6 de diciembre, Juan Guiadó, a través de un video publicado en Twitter, Juan Guaidó, pidió que cada cola para surtirse de gasolina en el país se transforme en un espacio de protesta, previo a la consulta impulsada por la oposición del 12 de diciembre,[180] luego de que se haya presentado en varias colas de gasolina en Caracas, el 2 de diciembre, en los que entregaba folletos contra las elecciones.[181]
- El 11 de diciembre, en Maturín y Barinas el transporte público se había quedado casi sin gasolina.[182][183]
- El 30 de diciembre, se presentaron protestas por falta de suministro en Carabobo[184] y Nueva Esparta.[185]

Durante la primera semana de enero de 2021 se denunciaron largas colas en Barquisimeto, Mérida, y prohibición en la venta de gasolina a la ciudadanía en Trujillo. Entre el 26 y el 28 el funcionamiento del sistema biopago para el subsidio de gasolina fue irregular en estado Miranda.
El 2 de febrero de 2021, el portal El Pitazo, denunció desabastecimiento en Aragua, presentándose largas filas en Maracay, y que en Yaracuy, los transportistas de cooperativas de rutas urbanas solo podían comprar gasolina, una vez a la semana.